# Isla Ziegler
La isla Ziegler (del ruso: Остров Циглера, Ostrov Tsiglera) es una isla de Rusia localizada en el archipiélago de la Tierra de Francisco José, parte del subgrupo de la tierra Zichy.
La isla tiene una superficie de 448 km², 45 km de largo y su punto más alto alcanza los 554 m. Se extiende desde el noroeste hacia el SE y esta sin glaciares casi por completo.